# Pityrogramma ferruginea
Pityrogramma ferruginea är en kantbräkenväxtart som först beskrevs av Kze., och fick sitt nu gällande namn av William Ralph Maxon. Pityrogramma ferruginea ingår i släktet Pityrogramma och familjen Pteridaceae. Inga underarter finns listade.